# ياسر النيادي
ياسر النيادي (22 مايو 1990-) ممثل ومخرج إماراتي. شارك في أعمال تلفزيونية أهمها المسلسل التلفزيوني طماشة مع الفنان جابر نغموش ومسرحيات عديدة.

## حياته
حاصل على البكالوريوس في الاتصال الجماهيري - تلفزيون وسينما من كلية العلوم الإنسانية والاجتماعية من جامعة الإمارات العربية المتحدة، يعمل في قطاع الثقافة والفنون لدى هيئة أبوظبي للسياحة والثقافة.
بدأت رحلته مع الافلام القصيرة من خلال كاميرا أهداها له والده ليبدأ بتصوير قصة عشوائية مثل فيها أبناء الحي، لينطلق بعد ذلك في رحلته الفنية المنوعة بين السينما والمسرح والتلفزيون، المسرح لعب دورا مهما في تقديمه كممثل وفي صقل موهبته الفنية، أما في التلفزيون فأولى تجارب التقديم التلفزيني له كانت من خلال برنامجعشرة مباشر على قناة الظفرة وهو برنامج مسابقات رمضاني كان يبث مباشرة على الهواء، عرابه الفنية الفنان والكاتب والمنتج سلطان النيادي والذي تبنى موهبته ودعمها، المدرسة كانت مسرحه الأول الذي انطلق منه ومن ثم المسرح الجامعي والذي قدم من خلاله تجارب مهمة أيضا ساهمت في صقله وتمكينه من عمله كممثل ن عمل مع أسماء مهمة: الفنان سلطان النيادي، أ. محمود أبو العباس، د. جواد الاسدي، المخرج محمد صالح، المخرج حسن يوسف، الفنان القدير محمد سعيد، الفنان جابر نغموش، واستاذيه في المدرسة: بشار عبد الله، والراحل قاسم بجعه.
كتب واخرج افلامه التي شاركت في مهرجانات عدة ن حرص على تناول البيئة المحلية من منظور مختلف ومعاصر يمد لها جسورا ثقافية وفنية معرفيه تتواصل مع العالم.
كمقدم برامج شارك في صباح الدار وهو برنامج تلفزيوني يعرض يوميا على قناة ابوظبي الإمارت، قدم من خلاله فقرة التكنولوجيا المعنية بالترويج للمبتكرين والمخترعين ومستجدات التكنولوجيا في الإمارات العربية المتحدة، كما قدم فقرة سكوب التي سلطت الضوء على الفن السابع وصناع الافلام في العالم العربي.

## أعماله

### المسلسلات التلفزيونية
- صمت البوح
- طماشة 1 . 2 . 3 . 4 . 5
- مكان في القلب
- عناقيد النور
- دروب المطايا
- خيانة وطن
- البشارة
- ص.ب

### في السينما
- مزرعة يدوّه 1
- مزرعة يدوه 2
- فلاش (أول فيلم واقع افتراضي إماراتي)
- كيمره
- فريج الطيبين

### المسرحيات
- صمت القبور
- عودة الزعيم
- بوسويلم
- احلوج
- لمن نتكلم
- مراديه
- الفزعة
- عودة طريف
- اللعبة
- مطر تصاعدي
- ثرثرة ليلية
- أنا لغتي

### البرامج
- 10 مباشر. عرض على قناة الظفرة
- صباح الدار - فقرة السينما والتكنولوجيا
- شبابنا

### في الإخراج
- أحلام بالأرز
- لال
- جفاف مؤقت
- رسائل إلى السماء
- مقبرة الورد
- فلسفة ديك
- روبيان
- هروب
- نادي البطيخ

## أعماله الأدبية
- مقبرة الورد
- رسائل إلى السماء
- أحلام بالأرز
- لال
- فلسفة ديك
- روبيان
- جفاف مؤقت
- نادي البطيخ

- الجمعة مشهد آخر - رسائل ادبية

## التكريم والجوائز
- جائزة أفضل ممثل دور أول المركز الثاني -مهرجان المسرح الجامعي الخليجي الرياض (صمت القبور)
- جائزة الابداع السنوي المركز الثاني من مجموعة أبوظبي للثقافة والفنون عن فيلم أحلام بالارز الجوائز
- السينما: أفضل فيلم تسجيلي إماراتي «رسائل إلى السماء» - 2008 - مهرجان الشرق الأوسط السينمائي
- الجائزة الثانية عن أفضل فيلم «أحلام بالأرز» - 2012 - مهرجان ابوظبي السينمائي أفضل سيناريو لفيلم «أحلام بالأرز» - 2012 - مهرجان ابوظبي السينمائي
- جائزة أفضل ممثل - مهرجان دبي لمسرح الشباب - 2015 - مسرحية اللعبة
- حاصل على المركز الأول كأفضل وجه شاب في استفتاءات عدة اجريت في صحف محلية
- جائزة أفضل مخرج - مهرجان دبي السينمائي - عن فيلم (روبيان) - 2016.[3]
- جائزة أفضل فيلم إماراتي قصير - فيلم (هروب) - مهرجان دبي السينمائي - 2017.[4]
- جائزة أفضل فيلم إماراتي قصير عن فيلم (روبيان) - مهرجان الإمارات للأفلام القصيرة - 2019.[3]